# Wang Shiyan
Dans ce nom, le nom de famille, Wang, précède le nom personnel.
Pour les articles homonymes, voir Wang (patronyme).
Wang Shiyan (王时焰) est un artiste peintre chinois contemporain.

## Biographie
WANG Shiyan est né en 1949 à Baoding (保定) en Chine. Il a étudié l'art à la prestigieuse Académie des Beaux Arts de Chine et également les lettres classiques chinoises à l’Université de Hunan (湖南). Aujourd’hui membre de la Fédération Nationale Chinoise des Professionnels des Beaux Arts, de l'Association nationale de l’Art Plastique, et de la Société Savante de l'art folklore de Hunan, il est Maître des Beaux Arts, un titre attribué par le gouvernement chinois aux artistes reconnus et de grande expérience. Il est également professeur de peinture classique dans plusieurs universités de la Provence de Hunan, et conservateur au Musée de la Broderie de l’Institut de la Broderie de Hunan. Dans le récent projet national de recensement du patrimoine culturel, il est désigné par le Préfet régional comme conseiller permanent du Comité régional du patrimoine culturel. Il a obtenu de nombreux prix artistiques, dont quatre médailles d'or nationales et une ministérielle.
Le voyage est une source d’inspiration importante pour ses nombreuses peintures de paysage. Il a visité depuis sa jeunesse presque toute la Chine, et ces dernières années, plusieurs pays européens. En 2003, il participe à un projet d'échange culturel entre les gouvernements chinois et tunisien. En tant que responsable artistique du groupe d'experts, il a résidé pendant un an à Tunis, enseignant l'art et la culture chinoise. 
Durant ses quarante années d’expérience, Wang Shiyan a largement contribué à la promotion et la revitalisation du patrimoine artistique de sa région, notamment par les recherches qu'il a menées dans le domaine de la broderie traditionnelle de Hunan, classée patrimoine immatériel national de la Chine. 
Parmi tous ses titres d'artiste, de professeur, d’expert du patrimoine folklorique régional ou de conservateur d’objets d'art, il préfère celui de simple "peintre", car il s’agit pour lui d’une passion et d’un rêve de jeunesse auxquels il s’attache toujours autant en réalisant ses peintures et ses œuvres calligraphiques.
Wang Shiyan est reconnu aujourd'hui comme artiste talentueux par le gouvernement de son pays.

## Œuvres
Quelques œuvres de Wang Shiyan.